# NGC 5177
NGC 5177 é uma galáxia espiral (S?) localizada na direcção da constelação de Virgo. Possui uma declinação de +11° 47' 48" e uma ascensão recta de 13 horas, 29 minutos e 24,2 segundos.